# Platymantis hazelae
Espèce
Synonymes
- Philautus hazelae Taylor, 1920
- Cornufer rivularis Taylor, 1922

Statut de conservation UICN

 VU  : Vulnérable
Platymantis hazelae est une espèce d'amphibiens de la famille des Ceratobatrachidae.

## Répartition
Cette espèce est endémique des Philippines. Elle se rencontre à Negros et à Masbate entre 600 et 1 700 m d'altitude.

## Étymologie
Cette espèce est nommée en l'honneur d'Hazel Roberts.

## Publication originale
- Taylor, 1920 : Philippine Amphibia. Philippine Journal of Science, vol. 16, p. 213–359 (texte intégral).